# Linguimaera leo
Linguimaera leo is een vlokreeftensoort uit de familie van de Maeridae. De wetenschappelijke naam van de soort is voor het eerst geldig gepubliceerd in 2003 door Krapp-Schickel.